# Школьный (Прокопьевский район)
Школьный — посёлок в Прокопьевском районе Кемеровской области. Входит в состав Яснополянского сельского поселения.

## География
Центральная часть населённого пункта расположена на высоте 360 метров над уровнем моря. По территории проходит трасса Прокопьевск-Терентьевское. В 700 м от посёлка дорога Новокузнецк- Кемерово.

## Население
По данным Всероссийской переписи населения 2010 года, в посёлке Школьный проживает 825 человек (392 мужчины, 433 женщины).

## История
История поселка начинается с перевода в Прокопьевский район Сталинской школы комбайнёров 

## Предприятия
- Прокопьевский Аграрный колледж
- Кондитерский цех "Виктория"

## Религия
- В  2015 году  освящен  храм во имя Казанской иконы Божией Матери п. Школьный.

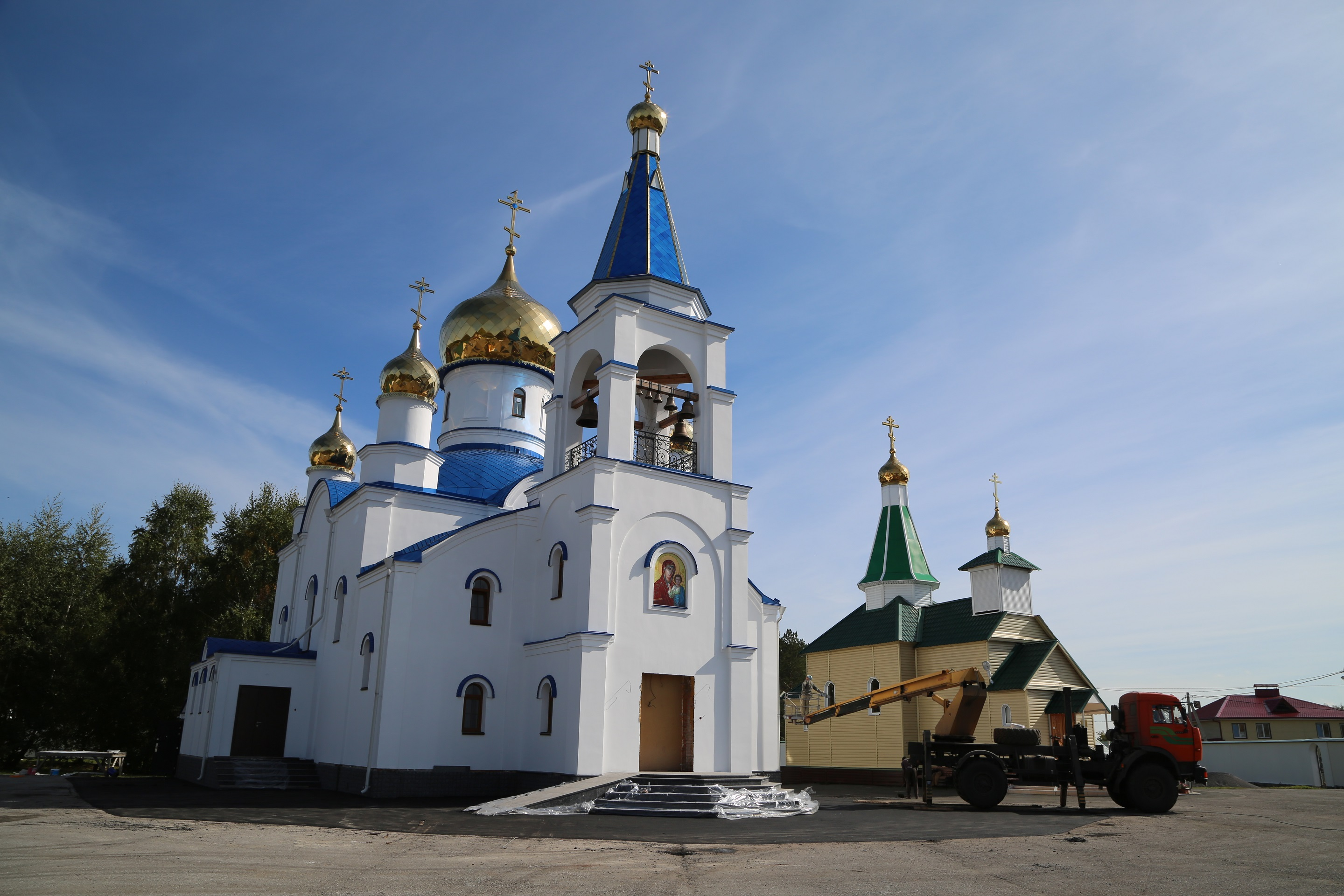
Храм Казанской иконы